# هانس بيك (أستاذ جامعي)
هانس بيك (بالألمانية: Hans Beck)‏ هو مؤرخ العصور القديمة الكلاسيكية ‏ ألماني، ولد في 22 أبريل 1969 في Werneck ‏ في ألمانيا.